# Saša Martinović (šahist)
Saša Martinović (15. srpnja 1991.), hrvatski šahist, velemajstor. Član je GŠK Solin-Cemexa.
Na hrvatskoj je nacionalnoj ljestvici od 17. srpnja 2020. godine je deveti među aktivnim igračima s 2532 boda.
Po statistikama FIDE sa službenih internetskih stranica od 17. srpnja 2020., 389. je igrač na ljestvici aktivnih šahista u Europi a 528. na svijetu. Naslov majstora FIDE nosi od 2006. godine. Naslov međunarodnog majstora nosi od 2008. godine. 2011. je godine stekao velemajstorski naslov.
Lipnja 2020. na turniru u Vinkovcima osvojio je pojedinačno prvenstvo Hrvatske u šahu za 2020. godinu.